# آوگوست بوخنر
آوگوست بوخْنر (به آلمانی: August Buchner); ۲ نوامبر ۱۵۹۱ – ۱۲ فوریهٔ ۱۶۶۱) واژه‌شناس، شاعر، استاد بلاغت، نویسنده، و استاد دانشگاه هاله-ویتنبرگاهل آلمان بود.